# David Gulpilil
David Gulpilil (født 1. juli 1953, død 29. november 2021) var en aboriginer fra Australien. Han arbejdede som skuespiller og danser. Han er mest kendt for sin rolle i filmen Walkabout. Udover den har han haft flere roller. Bl.a. i Crocodile Dundee.
Han tilhørte Mandipingu-stammen, der er af yolngulsk kultur.